# 申輔
申輔（しんほ、신보）は、金官伽倻の建国時に諸王に仕えた重臣。金官伽倻第2代王居登王の妃である慕貞は申輔の娘である。官職泉府卿を務める。
許黄玉がインドのサータヴァーハナ朝から船に乗って48年に伽耶に渡来した際に、媵臣（嫁にいく女の付き人）としてサータヴァーハナ朝から伽耶に渡来した。

## 家族
- 子：慕貞